# إريك تشيستر
اريك تشيستر (بالإنجليزية: Eric Chester)‏ هو اقتصادي ومؤرخ ونقابي وناشط سلام وسياسي أمريكي، ولد في 6 أغسطس 1943 بنيويورك في الولايات المتحدة.